# Hypopomus
Hypopomus is een monotypisch geslacht van straalvinnige vissen uit de familie van de Amerikaanse mesalen (Hypopomidae).

## Soort
- Hypopomus artedi (Kaup, 1856)